# Leucoloma subchrysobasilare
Leucoloma subchrysobasilare är en bladmossart som beskrevs av C. Müller och Ferdinand François Gabriel Renauld 1898. Leucoloma subchrysobasilare ingår i släktet Leucoloma och familjen Dicranaceae. Inga underarter finns listade i Catalogue of Life.